# Copa América 2007
Navigation
Édition précédente Édition suivante
La Copa América 2007 est un tournoi de football qui a eu lieu du 26 juin au 15 juillet 2007 au Venezuela et a été organisée par la CONMEBOL. Elle a été gagnée par le Brésil (victoire contre l'Argentine 3-0 en finale).

## Pays participants
Parmi les 12 participants on trouve les 10 équipes de la CONMEBOL et deux équipes de la CONCACAF (les États-Unis et le Mexique) qui ont été invitées.
Les pays participants sont :
- Argentine ;
- Bolivie ;
- Brésil ;
- Chili ;
- Colombie ;
- Équateur ;
- Paraguay ;
- Pérou ;
- Uruguay ;
- Venezuela ;
- États-Unis ;
- Mexique.

## Stades
| Ville          | Nom du stade                                | Club résident            | Capacité      |
| -------------- | ------------------------------------------- | ------------------------ | ------------- |
| Maturín        | Estadio Monumental de Maturín               | Monagas SC               | 52 000 places |
| San Cristóbal  | Estadio Polideportivo de Pueblo Nuevo       | Deportivo Táchira        | 40 000 places |
| Mérida         | Estadio Metropolitano de Mérida             | Estudiantes de Mérida    | 42 000 places |
| Ciudad Guayana | Estadio Polideportivo Cachamay              | Mineros de Guayana       | 40 000 places |
| Maracaibo      | Estadio José Pachencho Romero               | Unión Atlético Maracaibo | 46 000 places |
| Barquisimeto   | Estadio Metropolitano de Fútbol de Lara     | Union Lara et Guaros     | 40 000 places |
| Puerto La Cruz | Estadio Olímpico Luis Ramos                 | Deportivo Anzoátegui     | 38 000 places |
| Caracas        | Estadio Olímpico de la Ciudad Universitaria | Deportivo Italia         | 35 000 places |
| Barinas        | Estadio Agustín Tovar                       | Zamora FC                | 40 000 places |

## Premier tour

### Groupe A
| Place | Equipe    | Pts | J | G | N | P | Buts + | Buts - | Diff. |
| 1er   | Venezuela | 5   | 3 | 1 | 2 | 0 | 4      | 2      | +2    |
| 2e    | Pérou     | 4   | 3 | 1 | 1 | 1 | 5      | 4      | +1    |
| 3e    | Uruguay   | 4   | 3 | 1 | 1 | 1 | 1      | 3      | -2    |
| 4e    | Bolivie   | 2   | 3 | 0 | 2 | 1 | 4      | 5      | -1    |

### Groupe B

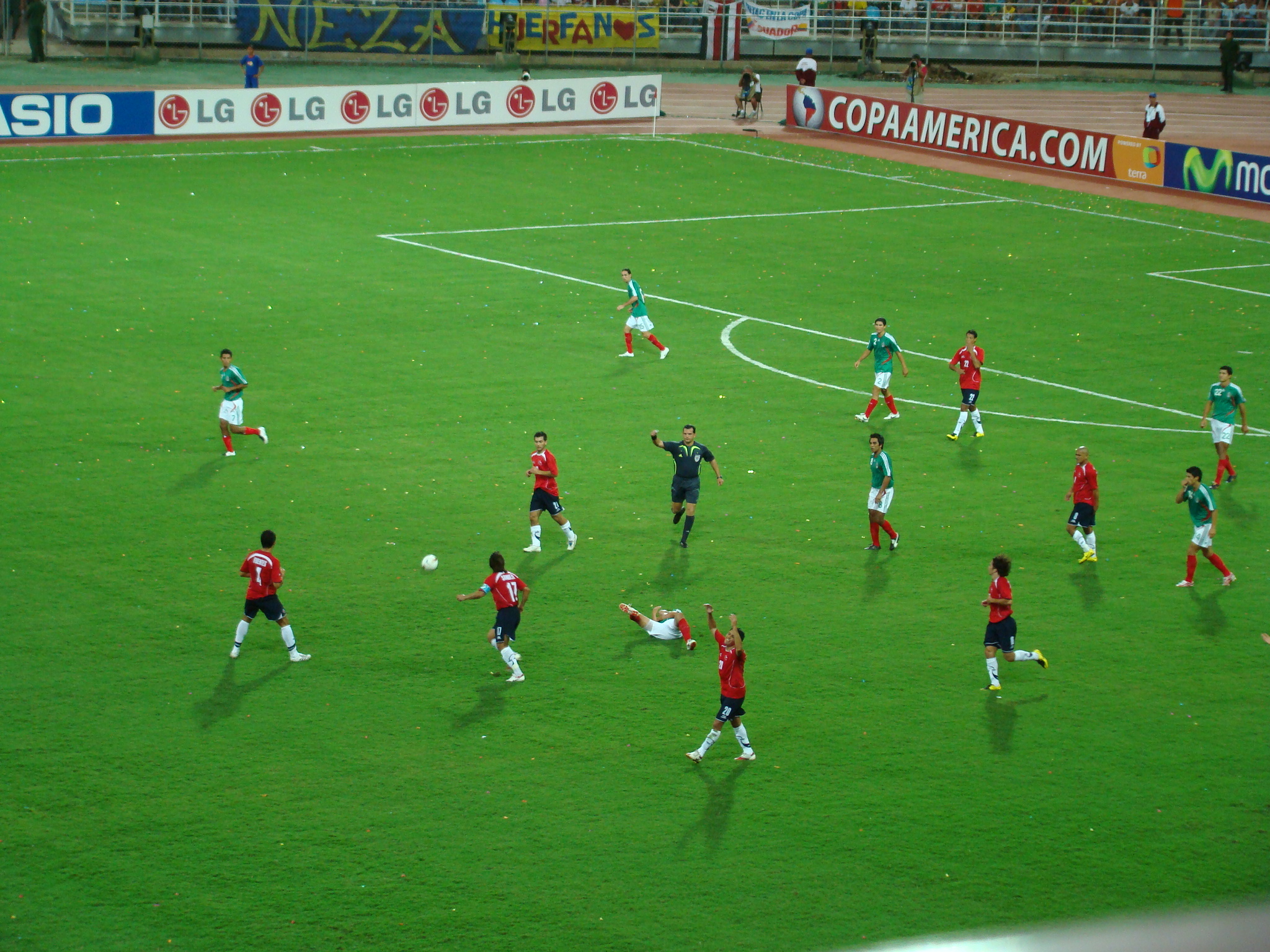
Rencontre Mexique-Chili du 4 juillet 2007

| Place | Equipe   | Pts | J | G | N | P | Buts + | Buts - | Diff. |
| 1er   | Mexique  | 7   | 3 | 2 | 1 | 0 | 4      | 1      | +3    |
| 2e    | Brésil   | 6   | 3 | 2 | 0 | 1 | 4      | 2      | +2    |
| 3e    | Chili    | 4   | 3 | 1 | 1 | 1 | 3      | 5      | -2    |
| 4e    | Équateur | 0   | 3 | 0 | 0 | 3 | 3      | 6      | -3    |

### Groupe C

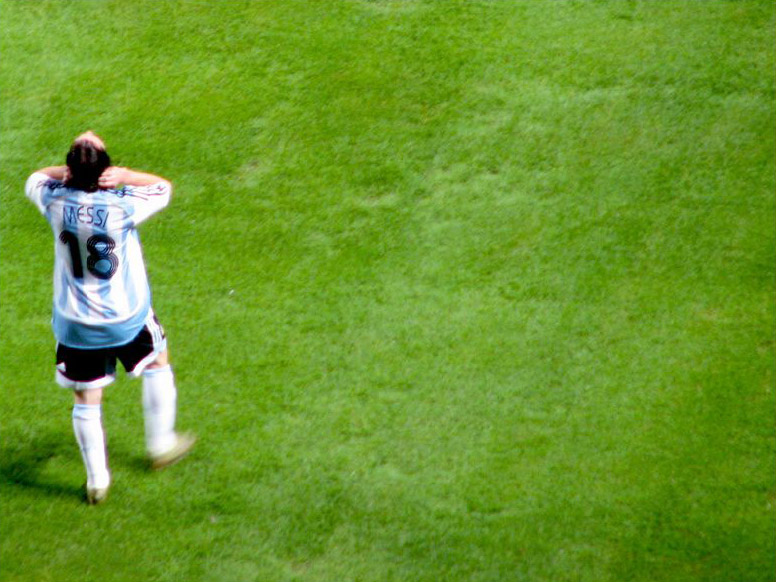
L'Argentin Lionel Messi pendant la Copa América 2007

| Place | Equipe     | Pts | J | G | N | P | Buts + | Buts - | Diff. |
| 1er   | Argentine  | 9   | 3 | 3 | 0 | 0 | 9      | 3      | +6    |
| 2e    | Paraguay   | 6   | 3 | 2 | 0 | 1 | 8      | 2      | +6    |
| 3e    | Colombie   | 3   | 3 | 1 | 0 | 2 | 3      | 9      | -6    |
| 4e    | États-Unis | 0   | 3 | 0 | 0 | 3 | 2      | 8      | -6    |

L'Uruguay et le Chili (4 pts chacun) sont les deux meilleurs troisièmes repêchés pour disputer les quarts de finale.

## Tableau final
|  | Quarts de finale | Quarts de finale | Quarts de finale | Quarts de finale |          |          | Demi-finales    | Demi-finales    | Demi-finales                  | Demi-finales                  |                               |                               | Finale          | Finale          | Finale          | Finale          |
|  |                  |                  |                  |                  |          |          |                 |                 |                               |                               |                               |                               |                 |                 |                 |                 |
|  | 7 juillet 2007   | 7 juillet 2007   | 7 juillet 2007   | 7 juillet 2007   |          |          | 10 juillet 2007 | 10 juillet 2007 | 10 juillet 2007               | 10 juillet 2007               |                               |                               | 15 juillet 2007 | 15 juillet 2007 | 15 juillet 2007 | 15 juillet 2007 |
|  | 7 juillet 2007   | 7 juillet 2007   | 7 juillet 2007   | 7 juillet 2007   |          |          | 10 juillet 2007 | 10 juillet 2007 | 10 juillet 2007               | 10 juillet 2007               |                               |                               | 15 juillet 2007 | 15 juillet 2007 | 15 juillet 2007 | 15 juillet 2007 |
|  | Venezuela        | Venezuela        | 1                | 1                |          |          | 10 juillet 2007 | 10 juillet 2007 | 10 juillet 2007               | 10 juillet 2007               |                               |                               | 15 juillet 2007 | 15 juillet 2007 | 15 juillet 2007 | 15 juillet 2007 |
|  | Venezuela        | Venezuela        | 1                | 1                |          |          | 10 juillet 2007 | 10 juillet 2007 | 10 juillet 2007               | 10 juillet 2007               |                               |                               | 15 juillet 2007 | 15 juillet 2007 | 15 juillet 2007 | 15 juillet 2007 |
|  | Uruguay          | Uruguay          | 4                | 4                |          |          | 10 juillet 2007 | 10 juillet 2007 | 10 juillet 2007               | 10 juillet 2007               |                               |                               | 15 juillet 2007 | 15 juillet 2007 | 15 juillet 2007 | 15 juillet 2007 |
|  | Uruguay          | Uruguay          | 4                | 4                | Uruguay  | Uruguay  | 2ap (4)         | 2ap (4)         |                               |                               |                               |                               | 15 juillet 2007 | 15 juillet 2007 | 15 juillet 2007 | 15 juillet 2007 |
|  | 7 juillet 2007   |                  |                  |                  | Uruguay  | Uruguay  | 2ap (4)         | 2ap (4)         |                               |                               |                               |                               | 15 juillet 2007 | 15 juillet 2007 | 15 juillet 2007 | 15 juillet 2007 |
|  |                  |                  | Brésil           | Brésil           | 2 tab(5) | 2 tab(5) |                 |                 |                               |                               |                               |                               | 15 juillet 2007 | 15 juillet 2007 | 15 juillet 2007 | 15 juillet 2007 |
|  | Chili            | Chili            | Brésil           | Brésil           | 2 tab(5) | 2 tab(5) | 1               | 1               |                               |                               |                               |                               | 15 juillet 2007 | 15 juillet 2007 | 15 juillet 2007 | 15 juillet 2007 |
|  | Chili            | Chili            | 11 juillet 2007  |                  |          |          | 1               | 1               |                               |                               |                               |                               | 15 juillet 2007 | 15 juillet 2007 | 15 juillet 2007 | 15 juillet 2007 |
|  | Brésil           | Brésil           | 6                | 6                |          |          |                 |                 |                               |                               |                               |                               | 15 juillet 2007 | 15 juillet 2007 | 15 juillet 2007 | 15 juillet 2007 |
|  | Brésil           | Brésil           | 6                | 6                | Brésil   | Brésil   | 3               | 3               |                               |                               |                               |                               |                 |                 |                 |                 |
|  | 8 juillet 2007   |                  |                  |                  | Brésil   | Brésil   | 3               | 3               |                               |                               |                               |                               |                 |                 |                 |                 |
|  |                  |                  | Argentine        | Argentine        | 0        | 0        |                 |                 |                               |                               |                               |                               |                 |                 |                 |                 |
|  | Mexique          | Mexique          | Argentine        | Argentine        | 0        | 0        | 6               | 6               |                               |                               |                               |                               |                 |                 |                 |                 |
|  | Mexique          | Mexique          |                  |                  |          |          |                 |                 |                               |                               |                               |                               |                 |                 |                 |                 |
|  | Paraguay         | Paraguay         | 0                | 0                |          |          |                 |                 |                               |                               |                               |                               |                 |                 |                 |                 |
|  | Paraguay         | Paraguay         | 0                | 0                | Mexique  | Mexique  | 0               | 0               | Match pour la troisième place | Match pour la troisième place | Match pour la troisième place | Match pour la troisième place |                 |                 |                 |                 |
|  | 8 juillet 2007   |                  |                  |                  | Mexique  | Mexique  | 0               | 0               | Match pour la troisième place | Match pour la troisième place | Match pour la troisième place | Match pour la troisième place |                 |                 |                 |                 |
|  |                  |                  | Argentine        | Argentine        | 3        | 3        |                 |                 | 14 juillet 2007               | 14 juillet 2007               | 14 juillet 2007               | 14 juillet 2007               |                 |                 |                 |                 |
|  | Argentine        | Argentine        | Argentine        | Argentine        | 3        | 3        | 4               | 4               | 14 juillet 2007               | 14 juillet 2007               | 14 juillet 2007               | 14 juillet 2007               |                 |                 |                 |                 |
|  | Argentine        | Argentine        |                  |                  |          |          |                 | 4               |                               |                               | Uruguay                       | Uruguay                       | 1               | 1               |                 |                 |
|  | Pérou            | Pérou            | 0                | 0                |          |          |                 |                 |                               |                               | Uruguay                       | Uruguay                       | 1               | 1               |                 |                 |
|  | Pérou            | Pérou            | 0                | 0                | Mexique  | Mexique  | 3               | 3               |                               |                               |                               |                               |                 |                 |                 |                 |
|  |                  |                  |                  |                  |          |          |                 |                 |                               |                               |                               |                               |                 |                 |                 |                 |

### Quarts de finale

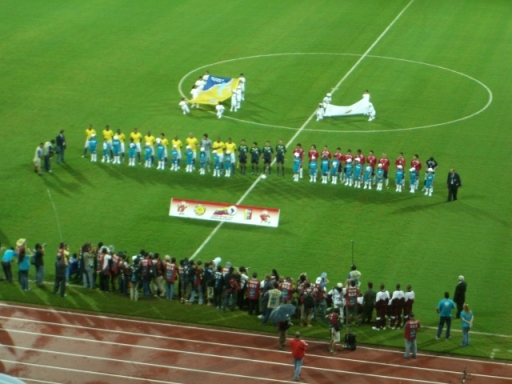
Présentation des équipes lors du quart de finale Chili-Brésil

| 7 juillet 2007 18:00 | Venezuela  | 1 - 4 | Uruguay                                            | Estadio Polideportivo de Pueblo Nuevo, San Cristóbal |                                     |
|                      | Arango 41e |       | Forlán 38e, 90e · P. García 65e · C. Rodriguez 87e | Arbitrage : Carlos Chandía ( Chili)                  | Arbitrage : Carlos Chandía ( Chili) |

| 7 juillet 2007 20:45 | Chili     | 1 - 6 | Brésil                                                                         | Estadio Olímpico Luis Ramos, Puerto La Cruz |                                        |
|                      | Suazo 76e |       | Juan 16e · Julio Baptista 23e · Robinho 28e, 51e · Josué 69e · Vagner Love 84e | Arbitrage : Jorge Larrionda ( Uruguay)      | Arbitrage : Jorge Larrionda ( Uruguay) |

| 8 juillet 2007 16:00 | Mexique                                                                         | 6 - 0 | Paraguay | Estadio Monumental de Maturín, Maturín   |                                          |
|                      | Castillo 5e (pen) 38e · Torrado 27e · Arce 79e · Blanco 87e (pen) · Bravo 90+1e |       |          | Arbitrage : Sergio Pezzotta ( Argentine) | Arbitrage : Sergio Pezzotta ( Argentine) |

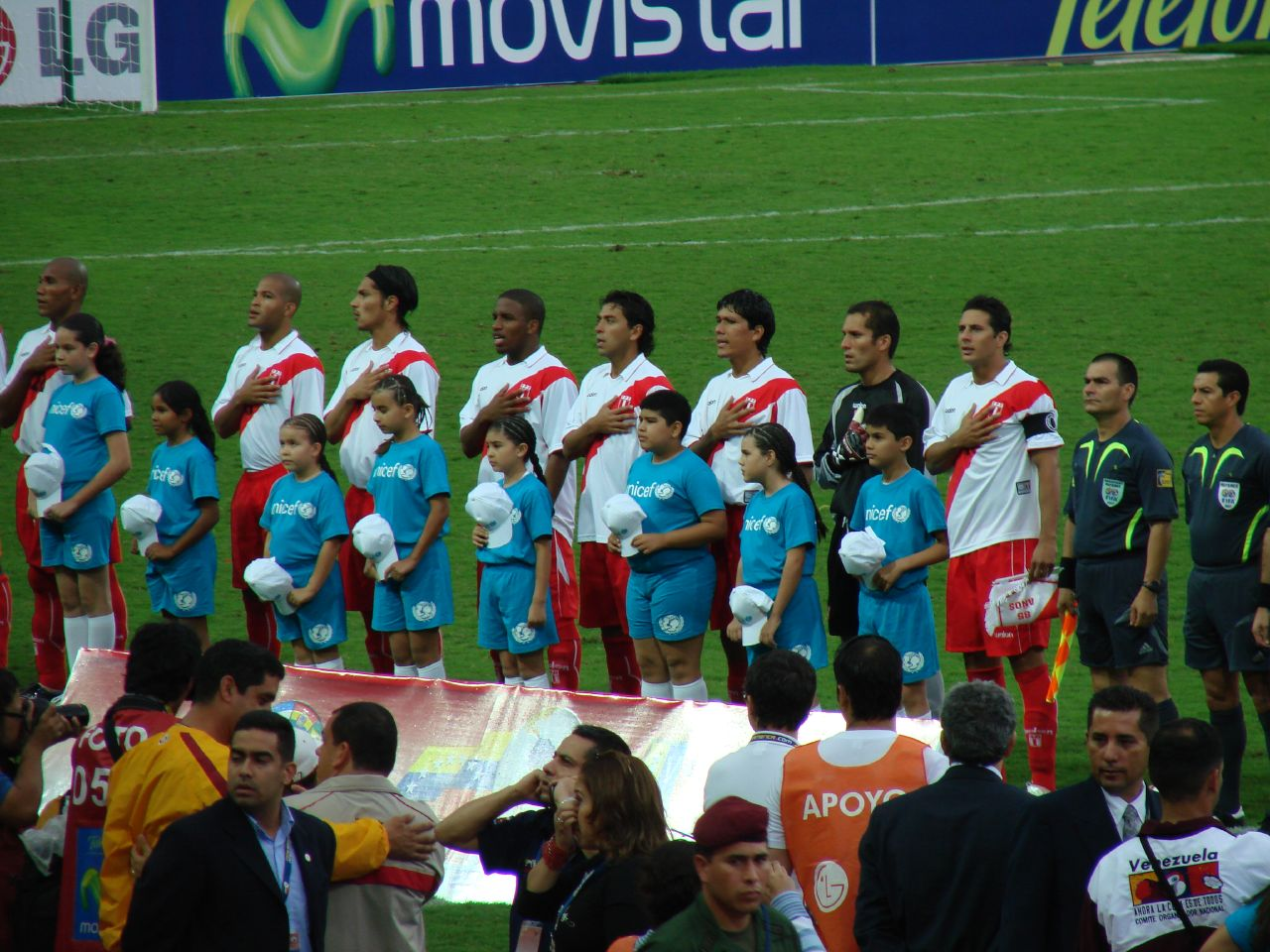
Équipe du Pérou avant le match Venezuela-Pérou du 30 juin 2007

| 8 juillet 2007 18:45 | Argentine                                     | 4 - 0 | Pérou | Estadio Metropolitano de Fútbol de Lara, Barquisimeto |                                    |
|                      | Riquelme 47e 85e · Messi 62e · Mascherano 75e |       |       | Arbitrage : Carlos Simon ( Brésil)                    | Arbitrage : Carlos Simon ( Brésil) |

### Demi-finales

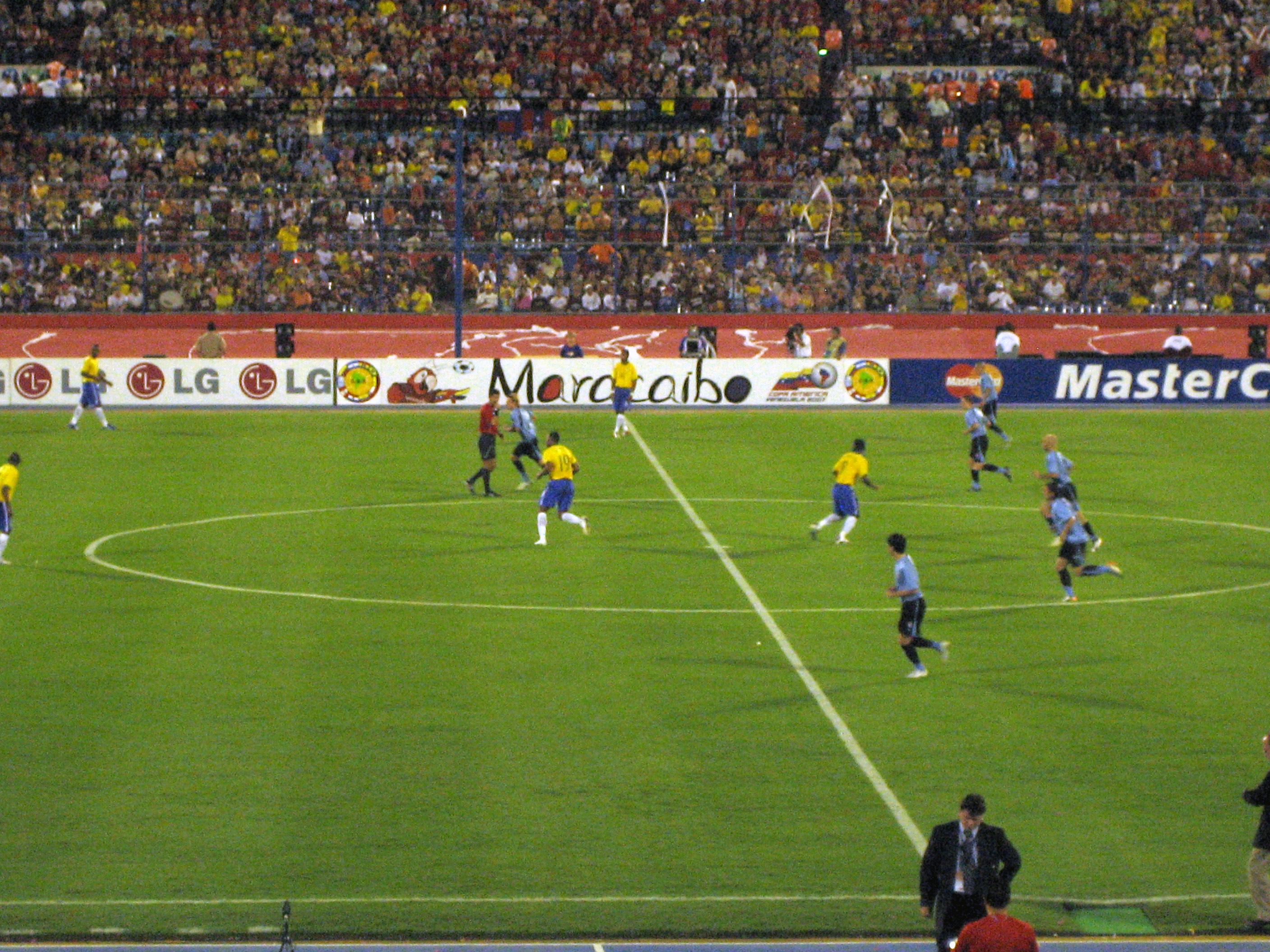
Demi-finale entre l'Uruguay et le Brésil

| 10 juillet 2007 20:45 | Uruguay                                                                                           | 2 - 2 ap ( 4 - 5 t. a. b.) | Brésil | Estadio José Pachencho Romero, Maracaibo |                                    |
|                       | Forlán 45+4e · Abreu 70e · ––– · Forlán · Scotti · González · Rodríguez · Abreu · García · Lugano |                            | Maicon 13e · Julio Baptista 45+9e · ––– · Robinho · Juan · Gilberto Silva · Afonso · Diego · Fernando · Gilberto | Arbitrage : Óscar Ruiz ( Colombie)       | Arbitrage : Óscar Ruiz ( Colombie) |

| 11 juillet 2007 20:45 | Mexique | 0 - 3 | Argentine                                   | Polideportivo Cachamay, Ciudad Guayana |                                     |
|                       |         |       | Heinze 45e · Messi 50e · Riquelme 65e (pen) | Arbitrage : Carlos Chandía ( Chili)    | Arbitrage : Carlos Chandía ( Chili) |

### Match pour la troisième place

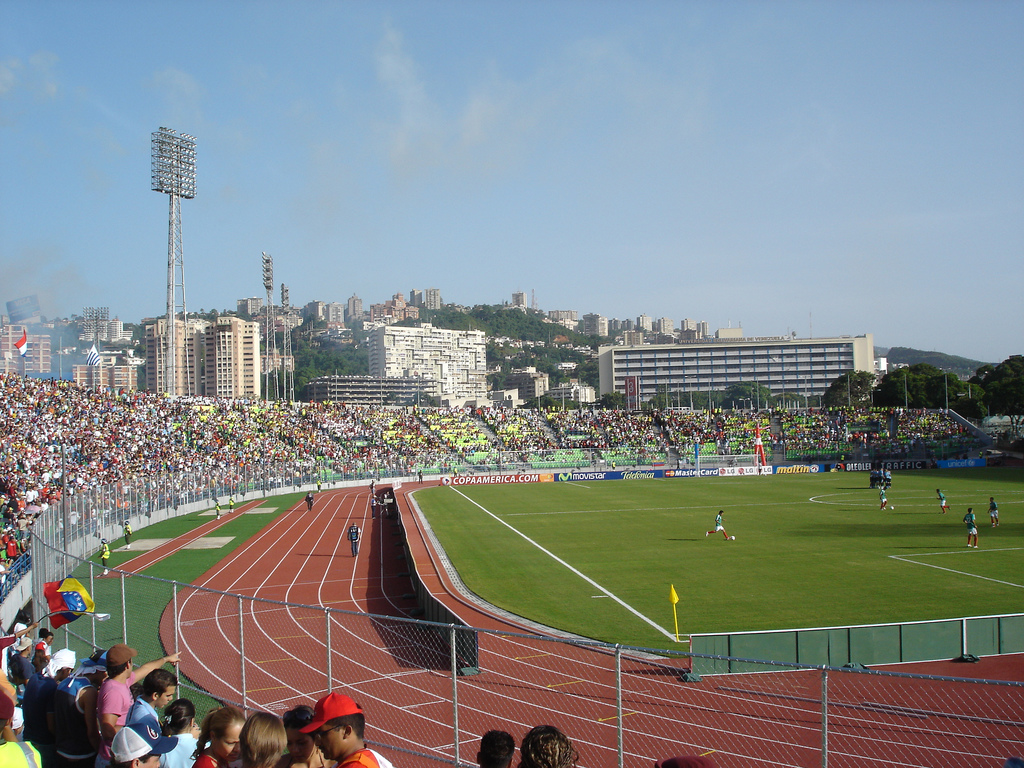
Match pour la troisième place à l'Estadio Olimpic à Caracas

| 14 juillet 2007 17:00 | Uruguay   | 1 - 3 | Mexique                                     | Estadio Olímpico de la Ciudad Universitaria, Caracas |                                          |
|                       | Abreu 22e |       | Blanco 38e (pen) · Bravo 68e · Guardado 76e | Arbitrage : Mauricio Reinoso ( Équateur)             | Arbitrage : Mauricio Reinoso ( Équateur) |

### Finale
| 15 juillet 2007 17:00 | Brésil                                         | 3 - 0 | Argentine | Estadio José Pachencho Romero, Maracaibo |                                         |
|                       | J.Baptista 5e · Ayala 40e (csc) · D. Alves 69e |       |           | Arbitrage : Carlos Amarilla ( Paraguay)  | Arbitrage : Carlos Amarilla ( Paraguay) |

## Résultat
| Copa América 2007 Vainqueur Brésil 8e titre |

## Buteurs
6 buts
- Robinho

5 buts
- Riquelme

4 buts
- Castillo

3 buts
- Júlio Baptista
- Hernán Crespo
- Omar Bravo
- Diego Forlán
- Humberto Suazo
- Salvador Cabañas
- Roque Santa Cruz

2 buts
- Lionel Messi
- Mascherano
- Cuauhtémoc Blanco
- Sebastián Abreu
- Claudio Pizarro
- Jaime Castrillón
- Jaime Moreno